# Osbornia octodonta
Osbornia octodonta (F.Muell., 1862) è una pianta appartenente alla famiglia delle Myrtaceae, diffusa in Australia e sud-est asiatico. È l'unica specie del genere Osbornia P.G.Wilson 2005(F.Muell., 1862) e della tribù Osbornieae.

## Distribuzione e habitat
La specie ha un areale frammentato che comprende Malaysia, Indonesia, Filippine, Palau, Australia e Papua Nuova Guinea.
È un costituente delle mangrovie che si sviluppano sul suolo sabbioso degli estuari fluviali.